# إسكندر الكليماشي
إسكندر الكليماشي هو سياسي عثماني شغل منصب والي في الدولة العثمانية.

## مناصبه
تولى المناصب التالية:
- أمير ساموس (1850–1854)